# Кверчоне (Фиренца)
Кверчоне је насеље у Италији у округу Фиренца, региону Тоскана.
Према процени из 2011. у насељу је живело 20 становника. Насеље се налази на надморској висини од 312 м.